# 张蔚榛
张蔚榛（1923年10月5日—2012年7月14日），男，直隶（今河北）丰润人，中国水利学家、教育家，中国工程院院士，曾任武汉大学教授、农水专业博士生导师、水利部技术委员会委员。

## 生平
1945年8月毕业于国立北京大学土木工程系，1955年8月在苏联科学院获农田水利副博士学位。。